# Liste der Torschützenköniginnen der Damallsvenskan

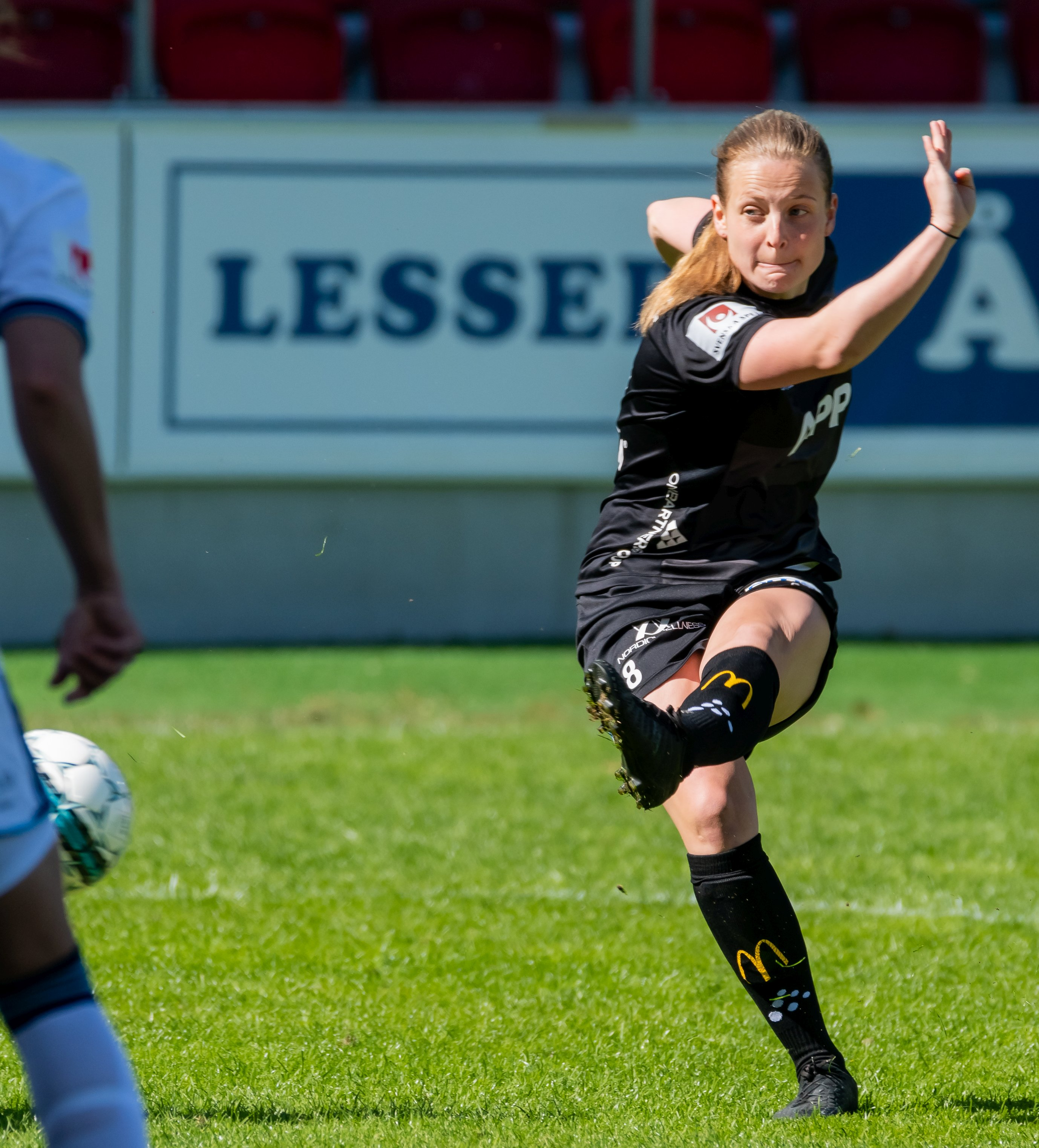
Anna Anvegård, Torschützenkönigin 2019 und 2020

Die Liste der Torschützenköniginnen der Damallsvenskan führt alle Torschützenköniginnen der Damallsvenskan, der höchsten Spielklasse im schwedischen Frauenfußball, seit deren Gründung im Jahre 1988 auf. Im weiteren Teil werden die erfolgreichsten Spielerinnen und Vereine genannt. In den ersten 35 Spielzeiten konnten sich 23 Spielerinnen den Titel der „Skyttedrottningar“ sichern.
Erfolgreichste Spielerin ist Lena Videkull, die insgesamt fünfmal Torschützenkönigin wurde. Nach Videkull sind Anneli Andelén, Marta, Manon Melis, Victoria Sandell Svensson und Anja Mittag mit je drei Titeln die nächsterfolgreichsten Spielerinnen. Erste nichtschwedische Torschützenkönigin war 1999 die Polin Luiza Pendyk. Viermal teilten sich zwei Spielerinnen den Titel. 2004 teilten sich mit Marta und Laura Kalmari sogar zwei Spielerinnen des gleichen Vereins, in diesem Fall Umeå IK, den Titel. Anja Mittag ist die erste und bisher einzige Deutsche unter den Torschützenköniginnen, Gaëlle Enganamouit die erste afrikanische und Momoko Tanikawa die erste asiatische Torschützenkönigin.
Erfolgreichster Verein ist der FC Rosengård mit dreizehn Titeln, davon elf unter dem alten Namen Malmö FF und LdB FC Malmö. Dreizehnmal wurde die Torschützenkönigin mit ihrem Verein auch schwedischer Meister. Fünfmal wurde die Torschützenkönigin im gleichen Jahr auch mit dem Preis Diamantbollen als schwedische Fußballerin des Jahres ausgezeichnet.

## Liste der Torschützenköniginnen
Anmerkung: Die Liste ist sortierbar: durch Anklicken eines Spaltenkopfes wird die Liste nach dieser Spalte sortiert, zweimaliges Anklicken kehrt die Sortierung um. Durch das Anklicken zweier Spalten hintereinander lässt sich jede gewünschte Kombination erzielen.
- Saison: Nennt die Saison, in der die Spielerin bzw. die Spielerinnen Torschützenkönigin wurden. Spielzeiten, in denen sich zwei Spielerinnen den Titel der Torschützenkönigin teilten, sind blau markiert.
- Nat.: Nennt die Nationalität der Spielerin.
- Name: Nennt den Namen der Spielerin. Orange markierte Spielerinnen wurden mit dem Diamantbollen als Fußballerin des Jahres in Schweden ausgezeichnet.[2]
- Verein: Nennt den Verein, für den die Spielerin in der jeweiligen Saison gespielt hat. Grün markierte Vereine konnten in der jeweiligen Saison auch die Meisterschaft gewinnen.[1]
- Tore: Nennt die Anzahl der Tore, die die Spielerin in der Saison erzielt hat. Die Fett gekennzeichnete Zahl kennzeichnet die höchste Torzahl, die je erreicht wurde.

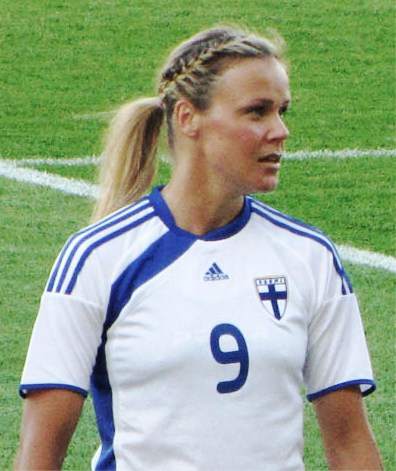
Laura Österberg Kalmari

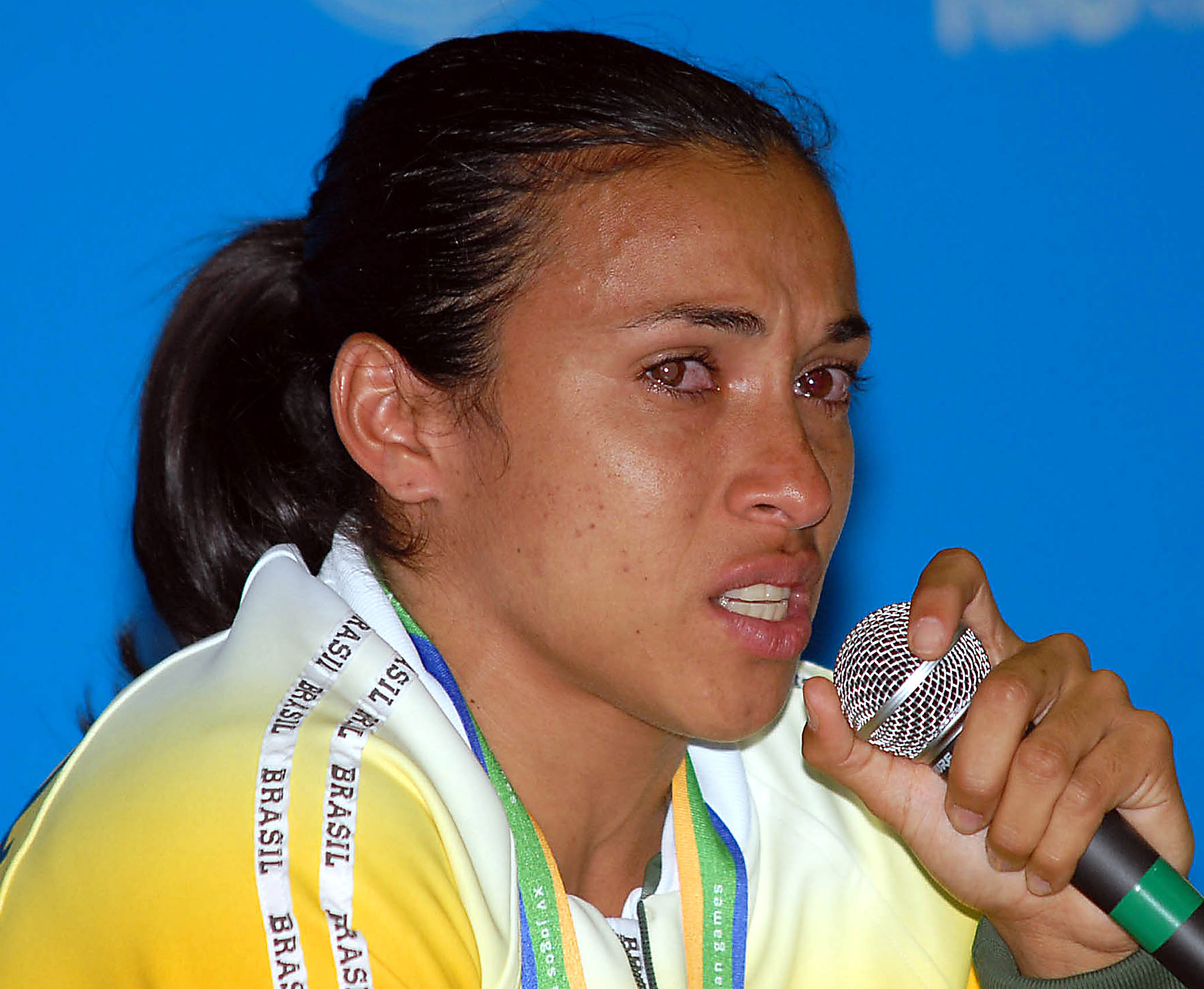
Marta

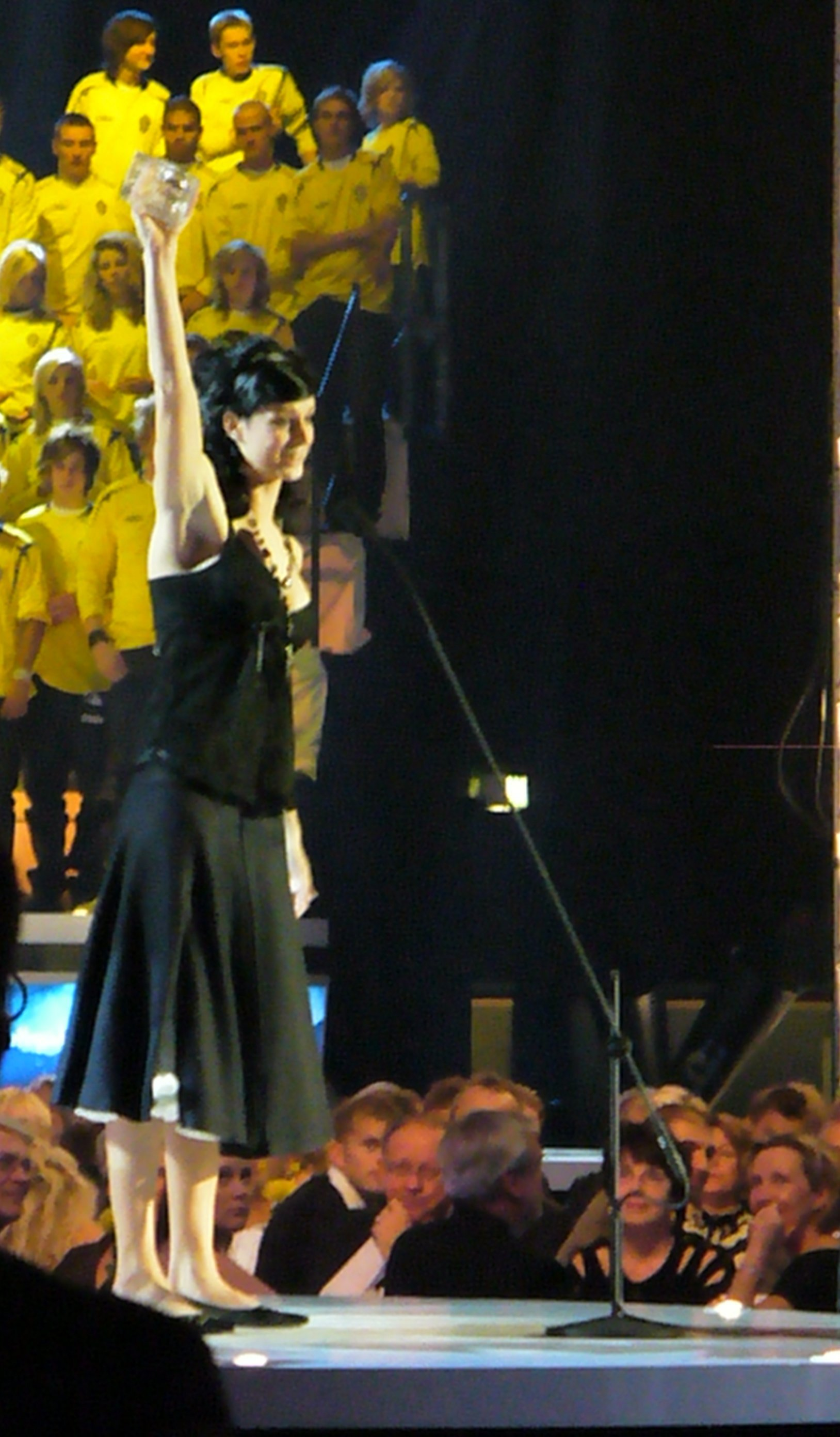
Lotta Schelin

| Saison | Name                      | Nat.               | Verein                   | Tore |
| ------ | ------------------------- | ------------------ | ------------------------ | ---- |
| 1988   | Lena Videkull             | Schweden           | Öxabäck/Mark IF          | 24   |
| 1989   | Eleonor Hultin            | Schweden           | Jitex BK                 | 25   |
| 1990   | Lena Videkull             | Schweden           | Malmö FF                 | 21   |
| 1991   | Lena Videkull             | Schweden           | Malmö FF                 | 28   |
| 1992   | Anneli Andelén            | Schweden           | Öxabäck/Mark IF          | 26   |
| 1993   | Anneli Andelén            | Schweden           | Öxabäck/Mark IF          | 29   |
| 1994   | Anneli Andelén            | Schweden           | Öxabäck/Mark IF          | 33   |
| 1995   | Anneli Wahlgren           | Schweden           | Bälinge IF               | 27   |
| 1996   | Lena Videkull             | Schweden           | Malmö FF                 | 23   |
| 1997   | Lena Videkull             | Schweden           | Malmö FF                 | 22   |
| 1997   | Anneli Wahlgren           | Schweden           | Bälinge IF               | 22   |
| 1998   | Victoria Svensson         | Schweden           | Älvsjö AIK               | 32   |
| 1999   | Luiza Pendyk              | Polen              | Malmö FF                 | 29   |
| 2000   | Luiza Pendyk              | Polen              | Malmö FF                 | 25   |
| 2001   | Victoria Svensson         | Schweden           | Älvsjö AIK               | 34   |
| 2002   | Hanna Ljungberg           | Schweden           | Umeå IK                  | 39   |
| 2003   | Victoria Svensson         | Schweden           | Djurgårdens IF/Älvsjö    | 23   |
| 2004   | Laura Kalmari             | Finnland           | Umeå IK                  | 22   |
| 2004   | Marta                     | Brasilien          | Umeå IK                  | 22   |
| 2005   | Therese Lundin            | Schweden           | Malmö FF                 | 22   |
| 2005   | Marta                     | Brasilien          | Umeå IK                  | 22   |
| 2006   | Lotta Schelin             | Schweden           | Kopparbergs/Göteborg FC  | 21   |
| 2007   | Lotta Schelin             | Schweden           | Kopparbergs/Göteborg FC  | 25   |
| 2008   | Marta                     | Brasilien          | Umeå IK                  | 23   |
| 2008   | Manon Melis               | Niederlande        | LdB FC Malmö             | 23   |
| 2009   | Linnea Liljegärd          | Schweden           | Linköpings FC            | 22   |
| 2010   | Manon Melis               | Niederlande        | LdB FC Malmö             | 25   |
| 2011   | Manon Melis               | Niederlande        | LdB FC Malmö             | 16   |
| 2011   | Margrét Lára Viðarsdóttir | Island             | Kristianstads DFF        | 16   |
| 2012   | Anja Mittag               | Deutschland        | LdB FC Malmö             | 21   |
| 2013   | Christen Press            | Vereinigte Staaten | Tyresö FF                | 23   |
| 2014   | Anja Mittag               | Deutschland        | FC Rosengård             | 21   |
| 2015   | Gaëlle Enganamouit        | Kamerun            | Eskilstuna United        | 18   |
| 2016   | Pernille Harder           | Danemark           | Linköpings FC            | 23   |
| 2017   | Tabitha Chawinga          | Malawi             | Kvarnsvedens IK          | 26   |
| 2018   | Anja Mittag               | Deutschland        | FC Rosengård             | 17   |
| 2019   | Anna Anvegård             | Schweden           | FC Rosengård / Växjö DFF | 14   |
| 2020   | Anna Anvegård             | Schweden           | FC Rosengård             | 16   |
| 2021   | Stina Blackstenius        | Schweden           | BK Häken FF              | 17   |
| 2022   | Amalie Vangsgaard         | Danemark           | Linköpings FC            | 22   |
| 2023   | Cathinka Tandberg         | Norwegen           | Linköpings FC            | 19   |
| 2024   | Momoko Tanikawa           | Japan              | FC Rosengård             | 16   |